# Albin Ahlstrand
Göran Albin Ahlstrand (i riksdagen kallad Ahlstrand i Umeå), född 12 juli 1860 i Åseda, död 12 juli 1925 i Färlöv, var en svensk borgmästare och politiker (liberal).
Albin Ahlstrand, som var son till en brukspatron, avlade hovrättsexamen vid Lunds universitet 1884 och gjorde därefter domstolskarriär. Han var auditör vid Västerbottens fältjägarkår (Västerbottens regemente) 1891–1917 och borgmästare i Umeå stad 1892–1914.
Han var riksdagsledamot i andra kammaren för Umeå, Skellefteå och Piteå valkrets 1903–1911 och tillhörde i riksdagen Frisinnade landsföreningens riksdagsparti Liberala samlingspartiet. I riksdagen var han bland annat suppleant i konstitutionsutskottet 1906–1911. Som riksdagsman engagerade han sig exempelvis för utökad rösträtt och för inrättandet av en hovrätt i Norrland.
Ahlstrand var gift med Anna Lavia Georgina, född Carré 1869 i Stockholm.